# Đội tuyển bóng chuyền nam quốc gia Cuba
Đội tuyển bóng chuyền nam quốc gia Cuba là đội bóng đại diện cho Cuba tại các cuộc thi tranh giải và trận đấu giao hữu bóng chuyền nam ở phạm vi quốc tế.

## Đội hình
Dưới đây là danh sách các thành viên đội tuyển nam quốc gia Cuba tham dự giải bóng chuyền Pan-American 2017.
Huấn luyện viên chính: Nicolas Ernesto Vives Coffigny
| Stt. | Tên                | Ngày sinh            | Chiều cao          | Cân nặng       | Nhảy đập        | Nhảy chắn       | Câu lạc bộ        |
| ---- | ------------------ | -------------------- | ------------------ | -------------- | --------------- | --------------- | ----------------- |
| 2    | Osniel Melgarejo   | 18 tháng 12 năm 1997 | 1,95 m (6 ft 5 in) | 83 kg (183 lb) | 345 cm (136 in) | 320 cm (130 in) | UNTreF Voley      |
| 3    | Marlon Yang        | 23 tháng 5 năm 2001  | 2,02 m (6 ft 8 in) | 75 kg (165 lb) | 345 cm (136 in) | 320 cm (130 in) | Villa Clara       |
| 4    | Javier Jiménez     | 16 tháng 11 năm 1989 | 1,98 m (6 ft 6 in) | 89 kg (196 lb) | 352 cm (139 in) | 345 cm (136 in) | Exprivia Molfetta |
| 5    | Javier Concepción  | 26 tháng 12 năm 1997 | 2,00 m (6 ft 7 in) | 84 kg (185 lb) | 356 cm (140 in) | 350 cm (140 in) | La Habana         |
| 6    | Jose Rojas         | 9 tháng 5 năm 1994   | 2,05 m (6 ft 9 in) | 98 kg (216 lb) | 370 cm (150 in) | 356 cm (140 in) | Sancti Spiritus   |
| 7    | Yonder Garcia(L)   | 23 tháng 2 năm 1993  | 1,83 m (6 ft 0 in) | 78 kg (172 lb) | 325 cm (128 in) | 320 cm (130 in) | Ciudad Habana     |
| 9    | Livan Osoria (C)   | 5 tháng 2 năm 1994   | 2,01 m (6 ft 7 in) | 95 kg (209 lb) | 345 cm (136 in) | 325 cm (128 in) | UNTreF Voley      |
| 10   | Miguel Gutierrez   | 21 tháng 2 năm 1997  | 1,97 m (6 ft 6 in) | 98 kg (216 lb) | 340 cm (130 in) | 355 cm (140 in) | Bunge Ravenna     |
| 14   | Adrián Goide       | 26 tháng 6 năm 1998  | 1,91 m (6 ft 3 in) | 80 kg (180 lb) | 344 cm (135 in) | 340 cm (130 in) | Gigantes del Sur  |
| 15   | Dariel Albo        | 17 tháng 1 năm 1992  | 2,01 m (6 ft 7 in) | 85 kg (187 lb) | 343 cm (135 in) | 316 cm (124 in) | UNTreF Voley      |
| 18   | Miguel Ángel López | 25 tháng 3 năm 1997  | 1,90 m (6 ft 3 in) | 85 kg (187 lb) | 335 cm (132 in) | 315 cm (124 in) | Gigantes del Sur  |

## Bê bối cưỡng bức tập thể năm 2016
Vụ việc xảy ra vào ngày 2 tháng 7 năm 2016, theo lời khai của nạn nhân, cô đã bị các thành viên đội tuyển cưỡng hiếp tập thể trong một khách sạn ở Tampere, thành phố phía nam Phần Lan, nơi diễn ra giải vô địch bóng chuyền thế giới. Sau khi cô trình báo với chính quyền, tám thành viên của đội tuyển đã bị cảnh sát bắt giữ, tuy nhiên, ba người trong số đó được trắng án. Năm vận động viên nhận tội bao gồm: đội trưởng Rolando Cepeda Abreu, Alfonso Gavilan, Osmany Uriarte Mestre (đều 21 tuổi) và Ricardo Calvo Manzano (19 tuổi) lĩnh án năm năm tù giam, trong khi người còn lại là Luis Sosa Sierra (21 tuổi) lĩnh án ba năm rưỡi tù giam.